# Adriana Trigiani

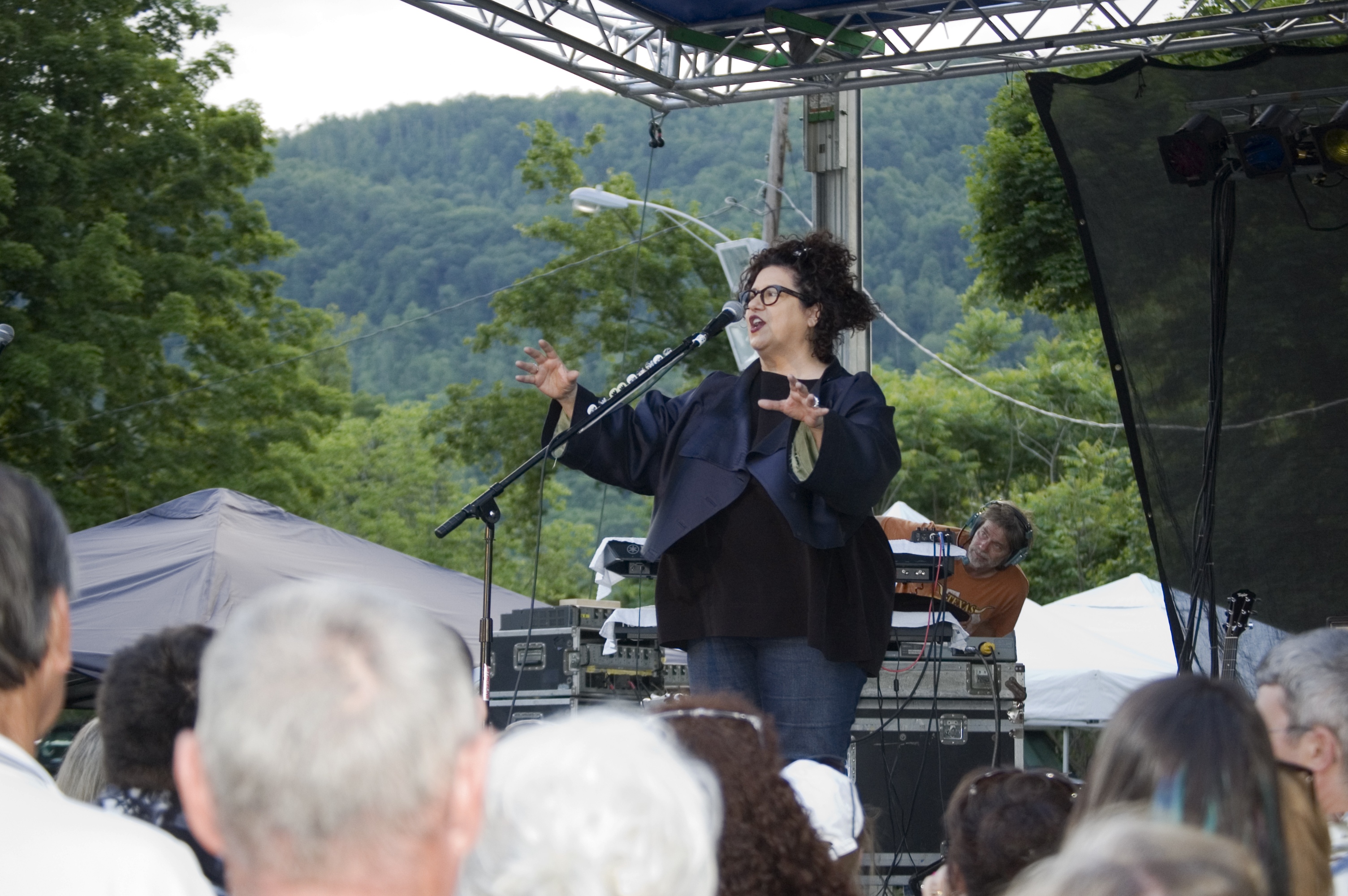
Adriana Trigiani

Adriana Trigiani (* 1970 in Big Stone Gap, Virginia, Vereinigte Staaten) ist eine US-amerikanische Schriftstellerin.
Trigiani ist die Tochter italienischer Einwanderer und wuchs in ländlicher Umgebung auf.
Sie entdeckte schon früh ihre Liebe zum Theater und zur Literatur. Ihre Leidenschaft machte sie schon früh zum Beruf, verfasste Geschichten und Drehbücher, erhielt Auszeichnungen und Preise und schreibt inzwischen auch für das Fernsehen.
Die Autorin lebt heute mit Mann und Tochter in New York.
Trigianis Geburtsort Big Stone Gap ist als der Ort bekannt, wo Elizabeth Taylor sich während einer Promotionstour einmal an dem Knochen eines Hühnerflügels verschluckte und ins Krankenhaus gebracht wurde. Dieses Erlebnis greift Trigiani auch in ihrem ersten Roman Der beste Sommer unseres Lebens auf. Ihre Bücher erscheinen in Deutschland beim Heyne Verlag, mit einer Ausnahme im Hanser Verlag.

## Werke (auf Deutsch)
Big-Stone-Gap-Serie
- Der beste Sommer unseres Lebens (OT: Big Stone Gap), dt. von Caroline Einhäupl. Heyne, München 2000, ISBN 3-453-17856-4
- Herbstwolken (OT: Big Cherry Holler), dt. von Susanne Höbel. Heyne, München 2001, ISBN 3-453-21407-2
- Frühlingsmond (OT: Milk Glass Moon), dt. Susanne Höbel. Heyne, München 2003, ISBN 3-453-87418-8
- Himmelslichter (OT: Home to Big Stone Gap), dt. von Angelika Felenda. Heyne, München 2009, ISBN 978-3-453-40660-5

Einzelromane
- Lucia, Lucia. (OT: Lucia Lucia), dt. von Angelika Felenda. Heyne, München 2004, ISBN 978-3-453-00082-7
- Wie Vögel im Wind (OT: Queen of Big Time), dt. von Angelika Felenda. Heyne, München 2005, ISBN 3-453-81071-6
- Haus der Träume (OT: Rococo), dt. von Angelika Felenda. Heyne, München 2006, ISBN 978-3-453-40507-3
- Violas bewegtes Leben (OT: Viola in Reel Life), dt. von Anja Hansen-Schmidt. Hanser, München 2011, ISBN 978-3-446-23796-4